# Џејмс Џентл
Џејмс Катберт Џентл (Бруклајн, 21. јул 1904 — Филаделфија, 22. мај 1986) био је амерички фудбалски нападач, хокејаш на трави, војник и голфер. Члан је Националне фудбалске куће славних. 

## Младост
Рођен изван Бостона у Бруклајну, Масачусетс, Џентл је одрастао у свом родном граду и похађао средњу школу Бруклајн. 1922. уписао се на Универзитет Пенсилваније где је као бруцош играо фудбал. Током следеће три године на "Пен"-у, зарадио је титулу за фудбал 1924. и 1925. године, први тим Све-америчких тимова (First-Team All-America teams). Џентл је дипломирао на универзитетској школи Вартон са дипломом из економије 1926. године. Активан у студентској управи, Џентл је био председник своје класе и члан клуба "Маска и перика" и Универзитетског клуба. 

## Фудбал

### Играч
За време боравка у "Пен"-у, Џентл је играо једну утакмицу, као аматер, са професионалним Boston Soccer Club-ом из америчке фудбалске лиге. По завршетку студија Џентл је потписао уговор са Филаделфијским клубом (Philadelphia Field Club). 1930. Џентл је позван у репрезентацију САД за Светско првенство 1930. Поред својих дужности нападача, Џентл је био и тумач за амерички тим и званичнике, јер је био једина особа која је одлично говорила шпански језик.

### Тренер
1935. године, колеџ Хаверфорд ангажовао је Џентла да тренира мушки фудбалски тим. Током шест сезона, Џентл је водио Хаверфорд са рекордом 39-26-3 и две титуле на Средње-америчкој конференцији.
Године 1986. Џентл је примљен у Националну фудбалску кућу славних. Био је ожењен са Елеонор Вајденер Диксон Џентл.

## Војска
Џентл се придружио војсци 1931. године. Када су САД ушле у Други светски рат, Џентл је додељен 36. пешадијском пуку. Његова јединица је била распоређена у Европи, где се борила код Салерна, на планинама иза Монте Касина, као и на реци Гари у Италији. На крају се придружио снагама генерала Патона док су се кретали кроз Европу. На крају рата, Џентл, као мајор, именован је за америчког официра за трговину и индустрију у америчкој зони Немачке. Из војске се повукао 1956. године са чином пуковника.

## Остали спортови
Џентл је био члан америчког хокејашког тима који је освојио бронзану медаљу на Олимпијским играма 1932. године у Лос Анђелесу. 
Касније у животу, Џентл се почео занимати за голф и постао је члан Међународног тима Америчког сениорског голф удружења. Умро је 1986. године у Филаделфији. 

## Индустрија осигурања
1931. године, поред придруживања војним резервама, Џентл је почео да ради у Друштву за осигурање узајамног живота. Поред војних дужности и спортских интереса, Џентл је наставио да ради у пуном радном времену у индустрији осигурања. 